# リュウジ
リュウジ（1986年5月2日 - ）は、千葉県千葉市生まれの日本の料理研究家、YouTuber、タレント。株式会社バズレシピ代表取締役社長。

## 来歴
家は両親が幼い頃に離婚したため母子家庭。母はエステの仕事をやっていた。中学から高校にかけては引きこもりで部屋でずっとオンラインゲームをしていた。初めて作った料理は高校時代に母親に作ったチキンソテー。
高校を1年で中退し、アルバイトで80万円を貯めて18歳で世界一周旅行をする。
19歳で帰国後、漫画喫茶で2年間アルバイトをする。この時から一人暮らしを始める。当時の月収は9万円で、節約のために毎日料理をするようになる。
21歳から4年間、千葉県内のホテルでホテルマンとして働くが、2011年の東日本大震災でホテルが閉鎖される。
その後料理人を目指してイタリア料理店に入るが、毎日毎日同じ料理を繰り返し作るのが嫌になり、「料理をすることは好きだが、料理人には向いていない」「このままでは料理が嫌いになってしまう」と3か月で退職する。
退職後は高齢者専用マンションでコンシェルジュとして働く。マンションのレストランの食事が不味いとクレームが頻発していたため、料理好きだったリュウジが月2回料理を担当したところ入居者の好評を得て、退職するまでの3年間担当する。
2017年にTwitterの投稿で料理研究家としての活動を始める。2017年12月8日から2019年10月11日までアイスム公式ホームページで『リュウジの爆速レシピ』を連載。2018年からレシピ本を出版しており、ライツ社刊行の『リュウジ式 悪魔のレシピ』が第7回（2020年）、『リュウジ式至高のレシピ』が第9回（2022年）の料理レシピ本大賞 in Japanの大賞を受賞した。2024年からリュウジをモデルとした漫画『異世界リュウジ 至高と虚無のバズレシピ旅』が『マンガワン』にて連載されており、監修を担当。。
2025年2月6日東洋水産株式会社のX公式アカウントで「赤いきつね緑のたぬき」のアニメ動画CMが放映された。緑のたぬきバージョン「放課後先生編」は、男性教員が学校の職員室で残業して緑のたぬきを食べており、赤いきつねの「おうちドラマ編」では自室とおぼしき場所で若い女性が部屋で一人TVを見て涙を流した後に赤いきつねを食している内容であった。この女性版で頬を赤らめて涙目で食する女性に対し「性的」「キモイ」クネクネする姿と批判視する声が出ており、一方、何で炎上するのか分からないとの否定的な見解も投稿され、2月16日から18日の分析では約21万ポストとなる反響を呼んだ。これに対し、リュウジは「性的に見えない」として、2025年2月21日にXで、女性版CMの再演実写動画を作成し流した。女性が生きにくい風潮について理解を示しつつ、あくまでアニメ広告だと作品を擁護している。

## 出演番組
- はらぺこバズラジオ（渋谷クロスFM、2021年9月 - 、毎月第4月曜13：00）

過去の出演番組
- ZIP!（日本テレビ）
- ビビット（TBS）
- おはよう朝日です（ABCテレビ）
- あさチャン!（TBS）※レシピ提供のみ
- ノンストップ!（フジテレビ、2019年2月18日）
- 世界一受けたい授業（日本テレビ、2019年6月15日）※授業講師として出演
- ポップUP!（フジテレビ、2022年、不定期）

## 連載
- リュウジの爆速レシピ[10]（2017年12月8日[8] - 2019年10月11日[9]）
- 異世界リュウジ 至高と虚無のバズレシピ旅（原作：浜口倫太郎、作画：宮澤ひしを、『マンガワン』2024年8月18日[14] - ） - 監修担当[14]。

## 著書
- バズレシピ シリーズ（扶桑社）
  - やみつきバズレシピ（2018年2月、ISBN 978-4594078850）
  - 麺・丼・おかずの爆速バズレシピ101（2018年7月、ISBN 978-4594080181）
  - クタクタでも速攻でつくれる! バズレシピ 太らないおかず編（2019年1月、ISBN 978-4594613709）
  - ウマくて、速攻できる! バズレシピ もっと!太らないおかず編（2020年1月、ISBN 978-4594614942）
  - バズレシピ ベジ飯編（2020年8月、ISBN 978-4594615710）
  - バズレシピ 真夜中の背徳めし（2021年3月、ISBN 978-4594616809）
  - バズレシピ 番外編 給料日前ごはん（2021年6月、ISBN 978-4594617295）
  - バズレシピ 史上最強の痩せめし編（2022年6月、ISBN 9784594618827）
  - バズレシピ 番外編 コスパよし！な肉おかず（2022年11月、ISBN 9784594619619）
  - バズレシピ 番外編 給料日前のお助けごはん（2023年5月、ISBN 9784594620509）
- ほぼ100円飯 家にある材料でソッコー作れる最高に楽しい節約レシピ（2018年10月、KADOKAWA、ISBN 978-4040650012）
- 県民バズごはん（2018年12月、飛鳥新社、ISBN 978-4864106603）
- 容器に入れてチンするだけ! ほぼ1ステップで作れるレンジ飯（2019年7月、KADOKAWA、ISBN 978-4040657257）
- あきれるほど簡単でうまい つまみメシ（2019年8月、主婦の友社、ISBN 978-4074385126）
- ひと口で人間をダメにするウマさ! リュウジ式 悪魔のレシピ（2019年11月、ライツ社、ISBN 978-4909044235）
- 失敗ゼロ! 秒で作れる奇跡のウマさ! 1人分のレンジ飯革命（2020年4月、KADOKAWA、ISBN 978-4040646015）
- ワンパンで面倒なし! フライパン飯革命（2021年4月、KADOKAWA、ISBN 978-4046802132）
- お手軽食材で料理革命! リュウジのコンビニレストラン（2021年7月、宝島社、ISBN 978-4299018489）
- リュウジ式至高のレシピ 人生でいちばん美味しい! 基本の料理100（2021年12月、ライツ社、ISBN 978-4909044341）
- 至高のレンジ飯 面倒ぜんぶ省略！容器１つで感動レシピ100（2022年4月、KADOKAWA、ISBN 9784046811950
- リュウジ式至高のレシピ２ 人生でいちばん美味しい！基本の料理100（2023年3月、ライツ社、ISBN 9784909044426）
- 虚無レシピ（2023年9月、サンクチュアリ出版、ISBN 9784801401228）
- 至高の鍋 黄金の配合つゆで〆までおいしい一生モノレシピ100（2023年10月、KADOKAWA、ISBN 9784046824745）
- 料理研究家のくせに「味の素」を使うのですか？（2023年10月、河出新書、ISBN 9784309631707）
- ひと口で人間をダメにするウマさ! リュウジ式 悪魔のレシピ２（2024年2月、ライツ社、ISBN 978-4909044501）
- 本気（マジ）のワンパンパスタ（2024年4月、扶桑社、ISBN 978-4594096601）
- 特盛バズレシピ（2024年9月、扶桑社、ISBN 978-4594622459）『やみつきバズレシピ』『麺・丼・おかずの爆速バズレシピ101』から再集録された本
- リュウジのまだバズってないレシピ: 絶対食べてほしい隠れた名作（2024年9月、日本文芸社、ISBN 978-4537222364）

## 受賞歴
- 料理レシピ本大賞 in Japan 2018「料理部門」入賞 - 「やみつきバズレシピ」
- 料理レシピ本大賞 in Japan 2019「料理部門」入賞 - 「クタクタでも速攻でつくれる! バズレシピ 太らないおかず編」
- 料理レシピ本大賞 in Japan 2020「料理部門」大賞 - 「ひと口で人間をダメにするウマさ! リュウジ式 悪魔のレシピ」
- 料理レシピ本大賞 in Japan 2022「料理部門」大賞 - 「リュウジ式至高のレシピ」